# Indiana Truck Corporation
Indiana Truck Corporation, vorher Harwood-Barley Manufacturing Company und zum Schluss Indiana Motors Corporation, war ein US-amerikanischer Lkw-Produzent in Indiana, und gehörte ab 1932 zu White (heute Volvo).

## Unternehmensgeschichte
Das Unternehmen baute ab 1910 in Marion seinen ersten Lastkraftwagen. Ursprünglich produzierte das Unternehmen ab 1898 Bettgestelle und Bettfedern und diese Produktion wurde in all den Jahren weiterbetrieben. Im Jahr 1920 wurde der Firmenname in Indiana Truck Corporation geändert, der bis 1932 beibehalten wurde. 1927 wurde das Unternehmen an Brockway Motor Truck verkauft, der sich 1932 gezwungen sah, das Unternehmen an White zu verkaufen und die Lkw-Produktion nach Cleveland in Ohio zu verlegen. 1932 erfolgte auch die Umfirmierung in Indiana Motors Corporation. Indiana-Lkw wurden bis 1939 montiert.

## Fahrzeuge

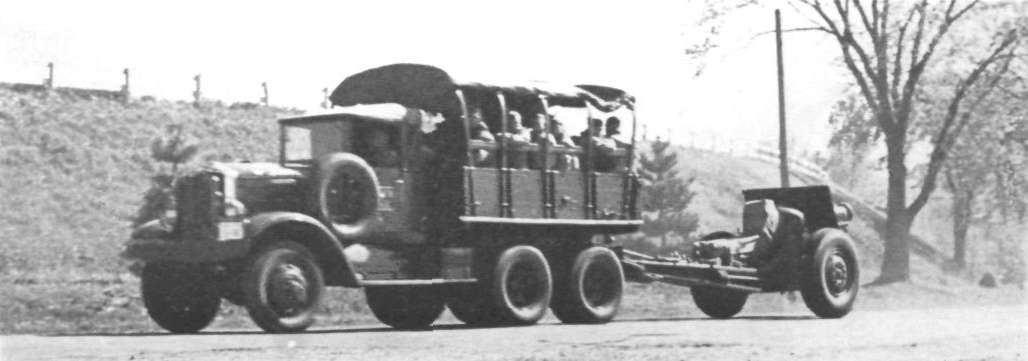
4-Tonnen-Lkw Indiana 16×6 der US-Army mit 155-mm-Haubitze, um 1940

Im Jahr 1910 baute Harwood-Barley in seiner Manufaktur seinen ersten Indiana „Truck Nr. 1001“. Er hatte einen Vierzylinder-Ottomotor von Rutenber mit 3,3 Liter Hubraum, Vollgummireifen und wurde mit Ketten angetrieben.
Es wurden hauptsächlich in all den Jahren fremde Ottomotoren in die Lkw eingebaut und auch einige wichtige Bauteile sind von anderen Herstellern bezogen worden. Für die 1920er Jahre sind neben Rutenber- auch Waukesha-Motoren mit 3,8 bis 7,7 Liter Hubraum überliefert. Für 1924 sind Hercules-Motoren bekannt. 1927 kamen einige Motoren von Wisconsin Motor Manufacturing Company.
In den 1930er-Jahren wurden die Lkw größer und hatten bis zu 7,5 Tonnen Nutzlast. Zu der Zeit hatten die Lkw einen Kardanantrieb und es wurden Lizenz-Motoren von Waukesha und Hercules eingebaut.
Im Sommer 1932 erschien der erste Serien-Lkw der USA mit einem Dieselmotor. Hersteller des Motors war Cummins. Es war ein Sechszylindermotor mit 125 PS Leistung.
1936 wurden 1706 Fahrzeuge verkauft. Danach sanken die Zahlen.